# Lachesilla jeanae
Lachesilla jeanae är en insektsart som beskrevs av Sommerman 1946. Lachesilla jeanae ingår i släktet Lachesilla och familjen kviststövsländor. Inga underarter finns listade i Catalogue of Life.